# Линхард, Фабиан
Фабиан Линхард (нем. Fabian Lienhard; род. 3 сентября 1993, Штайнмаур) — швейцарский профессиональный шоссейный велогонщик, выступающий c 2020 года за команду мирового тура «Groupama-FDJ».

## Достижения

### Циклокрос
2009—2010
3-й  Чемпионат Швейцарии (юниоры)
2010—2011
2-й  Чемпионат Швейцарии (юниоры)
2011—2012
1-й  Чемпион Швейцарии (юниоры)
2012—2013
3-й  Чемпионат Швейцарии (юниоры)
2013—2014
3-й  Чемпионат Швейцарии U23
2014—2015
1-й  Чемпион Швейцарии U23

### Шоссе
2013
6-й Тур дю Юра
2014
1-й Чемпионат Цюриха
1-й  Чемпион Швейцарии — Групповая гонка U23
3-й  Чемпионат Швейцарии — Индивидуальная гонка U23
6-й Флеш дю Сюд — Генеральная классификация
2015
4-й Тур Берна
6-й Чемпионат мира — Групповая гонка U23
2016
4-й Тур Берна
6-й Тур Бретани — Генеральная классификация
8-й Dorpenomloop Rucphen
9-й Стер ван Зволле
2017
3-й Тур Кёльна
3-й Тур Вандеи
3-й Тур дю Юра
3-й Тур Берна
4-й Чемпионат Швейцарии — Групповая гонка
2018
1-й — Этап 1 Тур Нормандии
3-й Уинстон-Сейлем Классик
7-й Тур Кёльна
2019
1-й — Этап 2 Тур дю Луар и Шер
2-й Тур Бретани — Генеральная классификация
4-й Дрёйвенкурс Оверейсе
7-й Гран-при кантона Аргау